# Домналл II Коричневый
Домналл II Коричневый (Домналл мак Конайлл; гэльск. Domnall Donn, Domnall mac Conaill; умер в 696) — король гэльского королевства Дал Риада, правил с 673 по 696 год.

## Биография
В 673 году, после смерти короля Домангарта II, Маэлдуйн и его брат Домналл II стали правителями Дал Риады. Их соперником был Ферхар II из клана Кенел Лоарн. «Песнь скоттов» называет Маэлдуйна и Домналла королями Дал Риады и соправителями. «Анналы Ульстера» упоминают годы их смерти, но не называют титулов. Возможно, братья были вождями Кенел Габран и владели лишь землями в Кинтайре.
В 689 году Маэлдуйн умер и Домналл II стал единоличным правителем Кинтайра. В 696 году Домналл скончался. Его преемником на престоле Дал Риады стал Ферхар II.